# Полтавец-Остряница, Иван Васильевич
Ива́н Ву́колович Полтаве́ц (Ива́н Васи́льевич Полтаве́ц-Остряни́ца) (1892—1957) — штабс-капитан Русской армии (1917), затем украинский военный и политический деятель — наказный атаман украинского «вольного казачества» (1917), полковник Украинской державы, адъютант Гетмана всея Украины Скоропадского, генеральный писарь и начальник его личной канцелярии (1918); ультраконсерватор, монархист-гетманец. После ликвидации Украинской державы, с декабря 1918 года, — политэмигрант в Германии, возглавлял одну из группировок украинской эмиграции, был руководителем Украинского народного казачьего общества (УНКАО) и Украинского народного казачьего движения.

## Биография
Дата и место рождения Ивана Вуколовича Полтавца точно не установлены. По одним данным он родился 26 сентября (7 октября) 1890 года, по другим — 28 сентября (9 октября) 1892 года, то ли в Балаклее под Смелой, то ли в Суботове возле Чигирина. Происходил он якобы из старинного украинского казацкого рода (по другим данным — из крестьян Киевской губернии, православного вероисповедания) и считал себя потомком гетмана Якова Остряницы, руководителя восстания украинского народа против поляков в 1638 году, в связи с чем, в 1918 году изменил свою фамилию на «Полтавец-Остряница» (изменилось также и его отчество: «Вуколович» на «Васильевич»).
В раннем детстве остался без отца. Воспитанием занималась мать, по профессии — учительница.

### Военная карьера в Русской императорской армии
В 17-ти летнем возрасте, в сентябре 1909 года, после окончания 5-ти классов Елисаветградского реального училища, поступил на военную службу в пехотный полк рядовым на правах вольноопределяющегося 2-го разряда и в августе следующего года был зачислен юнкером в Чугуевское военное училище (учился вместе с юнкером Крапивянским Николаем). По окончании училища был произведен из юнкеров в подпоручики со старшинством с 06.08.1912 и с назначением на службу в 75-й пехотный Севастопольский полк (м. Ладыжин, Украина)
Участник Первой мировой войны.
 В первые дни войны в составе своего полка выступил на австрийский фронт. Участвовал в Галицийской битве и в последующих боях 1914 года, в тяжёлых оборонительных боях 1915 года, в летних наступательных боях 1916 года.
На декабрь 1915 года — командующий 7-й ротой полка. За время военных действий был контужен (у м. Мезолаборч), награждён шестью боевыми орденами, Георгиевским оружием и Георгиевским крестом с лавровой ветвью (для награждения офицеров).
В феврале 1916 года был произведен в поручики (со старшинством с 19.07.1915), в апреле 1917 года — в штабс-капитаны (со старшинством с 26.03.1916).
В конце 1916 года направлен на учёбу — на Офицерские пулемётные курсы при Офицерской стрелковой школе (г. Ораниенбаум), по окончании которых был прикомандирован к Запасному броневому автомобильному дивизиону (г. Петроград).
В Петрограде приобщился к революционному движению масс. Принимал участие в манифестациях в период февральской революции 1917 года, в июльских 1917 года выступлениях против Временного Правительства.
В июле 1917 года был отправлен обратно в свой полк, на Украину.

### Участие в украинской революции
Иван Полтавец — один из организаторов украинской военной манифестации в Петрограде в марте 1917 года.
В октябре 1917 года Иван Полтавец был делегирован в Чигирин на съезд «Вольного казачества», став его организатором и активным участником.
200 делегатов съезда представляли 60 тысяч «вольных казаков» Киевщины, Черниговщины, Полтавщины, Катеринославщины, Херсонщины, Кубани. Именно с «подачи» Ивана Полтавца генерал Скоропадский стал атаманом всего «Вольного казачества Украины». Казаки желали избрать атаманом казачества Полтавца, но он отказался принимать пернач, предложив выбрать в качестве Главного атамана казачества генерал-лейтенанта Павла Скоропадского, командующего 1-м Украинским корпусом, а почётным атаманом — профессора Михаила Грушевского, после чего оба они были избраны единогласно. А сам Полтавец сделался наказным атаманом «вольного казачества». Скоропадский о своем избрании узнал совершенно случайно, для него это было неожиданностью.
10 ноября 1917 года наказной атаман «Вольного казачества» Полтавец-Остряница с генеральной старшиной переехал в Белую Церковь. Съезд «вольных казаков» постановил, что власть Центральной Рады не справляется со своими задачами, поэтому решено было поставить во главе Украины гетмана (военную хунту), сменив демократию на военную диктатуру.
Основными политическими принципами «Вольного казачества» были следующие:

- 1. Самостоятельное Украинское казацкое государство.
- 2. Твёрдая национальная государственная власть — диктатура.
- 3. Организация казачьего войска как главного устоя самостоятельности и государственности Украины.
- 4. Решение земельного вопроса в пользу малоземельных и безземельных казаков и граждан.
- 5. Союз с казацкими и кавказскими государствами.
- 6. Обеспечение законом социальных прав и интересов украинских рабочих.
- 7. Немедленное провозглашение автокефалии Украинской Православной Церкви.

Оригинальный текст (укр.)
- 1. Самостійна Українська козацька держава.
- 2. Тверда національна державна влада — диктатура.
- 3. Організація козацького війська як головної підвалини самостійності і державності України.
- 4. Розв’язання земельного питання на користь малоземельного і безземельного козацтва та громадянства.
- 5. Союз з козацькими і кавказькими державами.
- 6. Забезпечення законом соціальних прав та інтересів українських робітників.
- 7. Негайне проголошення автокефалії Української Православної Церкви.

Будущий Гетман Украины познакомился с Полтавцом-Остряницей в Киеве, после завершения работы съезда «вольных казаков». 12 декабря 1917 года Павел Скоропадский выехал из Василькова в Белую Церковь, где уже месяц находилась Генеральная старшина «Вольного казачества». На вокзале Полтавец-Остряница выстроил почетный караул. «Полтавец завел… полный внешний порядок, — вспоминал Скоропадский. — Полтавец организовал дело с теми скудными средствами, которые у него находились, довольно хорошо… Содержались библиотека, целый небольшой штат агентов, кроме того, казачья сотня. Конечно, для неё приходилось прибегать к дополнительным средствам, главным образом помогала гр. Браницкая, но думаю, что тут не обходилось без контрибуций, налагающихся на евреев, хотя определенных данных на это не имею».
В ноябре-декабре 1917 года Полтавец-Остряница, будучи атаманом «Вольного казачества», находился в оппозиции к Центральной Раде, грозился послать казаков на Киев и разогнать её. Когда же на Киев начали наступать большевики и командующий войсками Центральной Рады Юрий Капкан обратился в Белую Церковь к казакам за помощью, Полтавец выслал несколько тысяч «вольных казаков» защищать Киев. Это резко подняло престиж Генеральной казачьей рады в глазах Центральной Рады.

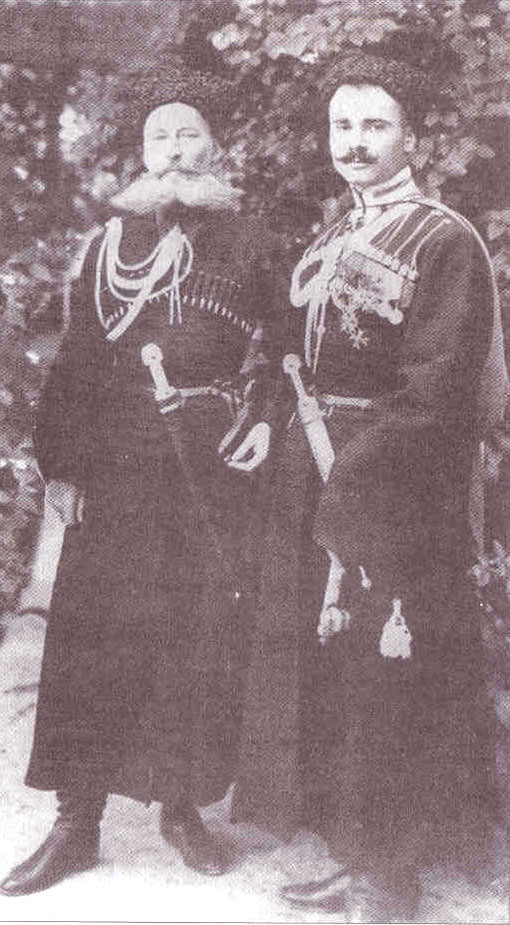
Полтавец-Остряница (справа) с полковником Зеленевским, 1918 год.

С ноября 1917 года Полтавец и Скоропадский тесно сотрудничали и в «Вольном казачестве», и в «Украинской народной громаде» — организации, которая под руководством германских оккупационных властей готовила, а затем и осуществила в апреле 1918 года «государственный переворот» и установила Гетманство (военную диктатуру). Именно в окружении Полтавца и полковника Зеленевского Павел Скоропадский 29 апреля 1918 года прибыл в помещение киевского цирка Крутикова, где на Всеукраинском съезде хлеборобов он был провозглашён «Гетманом всея Украины».

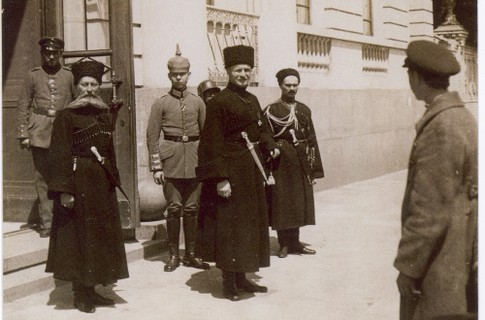
Гетман Украины Павел Скоропадский в окружении ближайших соратников — полковников Зеленевского и Полтавца-Остряницы

После провозглашения Гетманата Полтавец-Остряница — генеральный писарь (главный секретарь) пана Гетмана Скоропадского, входил в его ближайшее окружение. Был произведен в полковники украинской армии.
Вспоминая о Полтавце-Острянице, Скоропадский писал: «Я знаю его семью… …предположение, что он носит фальшивую фамилию, совершенно неверно… Его мать порядочная женщина… действительно предполагающая, что он гений… Окончил он Елисаветградское училище, поступил в какой-то пехотный полк, затем перевелся на Кубань, будучи сам кубанским казаком, увлекался историей Украины, писал по этому поводу кое-что. Во время войны, по словам генерала Рагозы, был выдающимся офицером, имел все ордена, включая Георгиевское оружие. Был командирован в Петроград в школу броневых автомобилей. Тут началась его политическая украинская деятельность, которая кончилась тем, что при Керенском ему пришлось удирать из Петрограда на юг…»
Описывая характер Полтавца-Остряницы, Скоропадский вспоминал, что он «в довершение всех своих украинских тенденций даже остригся, как у нас стриглись в древности паны». Гетман также писал: «Неглупый человек, большой украинский энтузиаст, гетманец, чрезвычайно честолюбивый, авантюрист в полном смысле этого слова, его можно было подбить на патриотическое предприятие. Очень высокого мнения о себе, действительно прекрасно говорил и владел пером и очень недурно рисовал. Часто хотел играть роль ему не по плечу, очень был подвержен лести…»
Офицер для поручений штаба Запорожского корпуса Вартоломей Евтимович, вспоминал о Полтавце:  (укр.) «Вище середнього зросту, сильно збудований, стрункий, добре вигімнастикований, із рівним носом, із чорно-вогнистими очима, з підстриженою „під гичку“ чорно-кучерявою чуприною, з невеличким пушистим вусом, що відтінював гарно вирізані вуста». Придерживаясь старинных традиций Полтавец одевался роскошно — «у дорогі кармазини, з безцінною дамаскою при боці, підперезаний дорогим золототканим шалем, у жовтих сап’янцях, на яких мелодійно подзвонюють у підібраних тонах срібно-позолочені, дорогої сніцерської роботи, остроги, стилізовано скопійовані з музейних взірців». Евтимович писал, что Полтавец-Остряниця «ніби зіскочив із старого портрета» и был «класичним взірцем українського мужеського типу». Говорил по-украински, «кокетуючи запозиченими із старого словництва архаїзмами».
Врангель, будучи в Киеве, потом вспоминал о Полтавце: «В приёмной мне бросился в глаза какой-то полковник с бритой головой и клоком волос на макушке, отрекомендовавшийся полковым писарем „Остраница-Полтавец“. Он говорил исключительно на „украинской мове“, хотя и был кадровым русским офицером».

### Генеральный писарь гетманской канцелярии
Собственная канцелярия гетмана официально была частью его главной квартиры и структурной частью штаба пана гетмана, однако на самом деле она представляла собой полностью автономное учреждение с непосредственным подчинением лично Скоропадскому.
Стремления Полтавца-Остряницы к увеличению штатов возглавляемой им гетманской канцелярии не увенчались успехом, в том числе из-за противодействия самого гетмана. Скоропадский по этому поводу вспоминал, что генеральный писарь «непременно хотел раздуть свою канцелярию в целое учреждение, но я её сократил».
Полтавец был большим знатоком обычаев исторической Гетманщины. Старательно придерживался казацких традиций, он фактически стал главным церемониймейстером Гетманского двора.
Ивану Полтавцу принадлежит большая роль в подготовке гетманского универсала от 16 октября 1918 года о восстановлении казачества.

«Вас, казаки, — потомки славных рыцарей-запорожцев, Мы призываем с честью носить дарованные нами казацкие жупаны и хорошо заботиться о том, чтобы стыдом и позором не покрыть их и клейнод казачьих и тех великих славных страниц нашей истории, которыми мы до сих пор гордились… Пусть тени великих предков наших дадут всем нам мощь и силу правдиво и честно исполнить то задание, которое теперь стоит перед Нами и Державой Украинской».Оригинальный текст (укр.)
«Вас, козаки, — нащадки славних лицарів запорожців, Ми закликаємо з честю носити даровані нами козацькі жупани і добре дбати про те, аби соромом і ганьбою не вкрити їх і клейнодів козачих і тих великих славних сторінок нашої історії, якими ми досі пишались… Хай тіні великих предків наших дадуть всім нам міць і силу правдиво й чесно виконати те завдання, яке тепер стоїть перед Нами і Державою Українською».

### В эмиграции
В декабре 1918 года, после падения гетманата, Полтавец-Остряница эмигрировал в Германию и в 1920 году поселился в Мюнхене (жил на Норденштрассе, 1. Тел.: 24 937). По некоторым данным, в 1921 году возвращался на Украину, где возглавлял группировку гайдамаков Холодного Яра, боровшихся против большевиков.
В 1923 году за границей создает Украинское Народное Казачье Общество ( (укр.) Українське Народне Козацьке Товариство). Немногочисленные ячейки УНАКОТО действовали преимущественно на Волыни, однако в начале 1930-х годов прекратили своё существование. В январе 1923 года Полтавец-Остряница основал филиал УНАКОТО в Мюнхене, в октябре 1923 в Берлине. В течение 1923—1924 годов общество издавало газету «Украинский казак». С самого начала движение использовало идеологию национал-социализма, имея в перспективе использовать её на Украине. УНАКОТО видело своё цель в создании сильной казацкой армии. Параллельно он налаживал контакты с русскими монархическими кругами.
Мы считаем, — писал Иван Полтавец-Остряница, — что любые наши самые скромные личные желания должны уйти в сторону, а на их место должны стать: 1. Национализм. 2. Национальный социализм. 3. Казачество как самооборона нации и 4. Ловкая, понимающая тактику сегодняшнего дня дипломатия, которая покрывается одним словом — диктатура, и доминация национальной народної партии ко времени, пока государство будет создано, и сможет без искалеченной революцией демократии и еврейского меньшинства проявить свою настоящую волю. В программных документах общества отмечалось, что именно демократические принципы стали основной причиной поражения Национально-освободительной войны.
В уставе были заложены дискриминационные пункты касательно представителей других наций, утверждалось, что гражданином Украинской Державы может быть только казак, а казаком может быть только украинец по крови, без разницы вероисповедания. Все иностранцы, как и евреи, лишались права принимать участие в управлении Украинской Державой.
В 1926 году был главным претендентом на почетную в эмиграции должность Главного атамана армии УНР и даже на гетманство. Использовав отречение Павла Скоропадского 14 декабря 1918 года и убийство Семёна Петлюры 25 мая 1926 года и ссылаясь на решения Первого всеукраинского съезда Вольного казачества в Чигирине, Иван Полтавец провозгласил себя Гетманом Украины. При этом он утверждал, что происходит из рода запорожского гетмана Якова Остряницы. 1 июля 1926 года он опубликовал 1-й Универсал к украинскому казацкому народу, в котором провозглашался «Гетманом и Национальным вождем всей Украины обоих боков Днепра и войск казацких и запорожских». После выхода в свет Манифеста 1926 года Полтавец провозглашает себя диктатором Украинской Народной Казачей Республики.
В 1920-х годах Полтавец-Остряница познакомился с Альфредом Розенбергом. Поддерживал с ним дружеские отношения. По непроверенным данным, по предложению Розенберга Полтавец-Остряница вступил в нацистскую партию.
На Украине, по утверждению Полтавца, действовал 1-й повстанческий кош, который насчитывал, около 40 000 членов-подпольщиков. В Польше находился 2-й кош (1500 чел). Кошевым был назначен Ивана Волошин (Кравченко). Генеральным уполномоченным представителем на Волыни был генерал-хорунжий Украинского Державного Флота Владимир Савченко-Бельский из Ковеля. Утверждалось, что на Волыни действовало три полка — в Ковеле (атаман Захар Дорошенко), в Дубно (атаман Наум Тадеев), в Луцке (атаман полковник Павел Минченко). Казаков привлекали идеи интегрального национализма, и поэтому в 1930-х годах в УНАКОТО были ещё и члены ОУН. Полтавец утверждал, что УНАКОТО имело восемь кошей (в Болгарии, Румынии, Германии, Чехословакии и даже Марокко).
С 1936 года УНАКОТО трансформируется в Украинское Народное Казачье Движение ( (укр.) Український Народний Козацький Рух — УНАКОР).
Цель УНАКОР, — обозначалось в уставе, — в надобности организации нового специфического украинско-казацкого национал-социалистического фашистского уклада народной жизни.
Полтавец неоднократно пытался устроить в составе вермахта казачье войско, обращался к Адольфу Гитлеру и Альфреду Розенбергу с письмами, в котором от имени украинских казаков он заявлял, что для украинского народа Брест-Литовский договор, по которому Германия и Украина стали союзниками, остается в силе.
В 1942 году, поняв, что восстановление украинской государственности невозможно, отошёл от политической деятельности. Жил в Берлине на Шпихернштрассе, 8-б.
Умер в Мюнхене в 1957 году.

## Награды
- Медаль «В память 100-летия Отечественной войны 1812» (1912/1913)[10]
- Медаль «В память 300-летия царствования дома Романовых» (1913)[10]
- Орден Святой Анны IV степени с надписью «За храбрость» (ВП от 02.03.1915, стр. 8.)
- Орден Святого Станислава III степени с мечами и бантом (ВП от 20.04.1915, стр. 25.)
- Георгиевское оружие (утв. ВП от 22.04.1915, стр. 22. Архивная копия от 16 июля 2021 на Wayback Machine), — за то, что, 2-го декабря 1914 года в бою у д. Корчин, управляя двумя пулемётами, упорно удерживался на занятой позиции, задерживал натиск противника и дал возможность частям 19-й дивизии спокойно отойти.[11]
- Орден Святого Станислава II степени с мечами (ВП от 21.05.1915, стр. 26.)
- Орден Святой Анны III степени с мечами и бантом (ВП от 17.01.1916, стр. 21.)
- Орден Святой Анны II степени с мечами (ВП от 10.10.1916, стр. 35.)
- Орден Святого Владимира IV степени с мечами и бантом (1916/1917)[10]
- Георгиевский крест IV степени с лавровой ветвью (1917)[10]